# Enredança
O enredança  é um festival de dança que acontece na cidade de Jundiaí, São Paulo, com o objetivo de reunir várias cidades. O concurso oferece premiações aos classificados com maiores notas, oriundas de jurados convidados para o evento.
Ele acontecia anualmente de 1985 a 2006, quando a gestão da época o deu por encerrado, e foi retomado em 2017.
História
No ano de 1985, Jo Martin, então presidente da comissão de dança de Jundiaí, teve a ideia de, assim como havia feito na comissão de teatro, criar um festival de dança na cidade. Levou o projeto para a Coordenadora de Cultura da época, Maria Cristina Castilho de Andrade, que rapidamente o aprovou. Nesse ano o Festival de Dança de Joinville estava em sua 3ª edição. 
Foi assim que nos dias 26 e 27/10/1985 aconteceu o 1º ENDANÇA (Encontro de Dança)
Já no ano seguinte o festival cresceu e passou a ser regional, recebendo além das cidades próximas a Jundiaí, grupos de São Paulo, Campinas e São Bernardo do Campo. Nascia assim o ENREDANÇA (Encontro Regional de Dança). 
O festival tinha duas categorias de jurados, o “Júri Técnico”, que era contratado; e o “Júri Popular”, onde o público votava em sua coreografia preferida, fazendo com que o teatro estivesse sempre lotado pelas torcidas trazidas pelos grupos.
Com o passar dos anos o Enredança cresceu, recebendo grupos de outros Estados, que ficavam alojados no Complexa Educacional, Cultural e Esportivo Dr. Nicolino de Lucca – O Bolão. Grandes nomes fizeram parte do Júri nessa época, como Deborah Bastos, Luis Arrieta, Luiz Boronini, Maisa Tempesta, Ricardo Ordoñes e Vilma Vernon.
O sucesso foi tal que, no ano de 2002, com as Secretarias de Educação e Cultura unificadas, as premiações chegaram aos valores de R$ 10.000,00 para o primeiro lugar, R$ 5.000,00 para o segundo e R$ 3.000,00 para o terceiro.
Outras gestões vieram e separaram as duas pastas, não havendo mais condições de a Cultura manter tais premiações. Assim em 2007 a Secretaria de Cultura, com o apoio da Comissão de dança da época, resolveu acabar com o evento de sucesso.
Em setembro de 2017 ele foi retomado pela Unidade de Gestão de Cultura, em um formato modernizado e atualmente acontece no mês de maio.